# Alessandro Benvenuti
Alessandro Benvenuti (Pelago, 31 gennaio 1950) è un attore, cabarettista, commediografo, regista, sceneggiatore e musicista italiano.

## Biografia
Autore, attore e regista teatrale e cinematografico si formò nel cabaret negli anni settanta. Nel 1972 con Paolo Nativi e Athina Cenci fondò il trio dei Giancattivi, storico gruppo cabarettistico toscano che raggiunse la fama nazionale alla fine degli anni settanta con l'ingresso di Francesco Nuti e la conseguente partecipazione al programma televisivo Non stop. A seguito del successo di tale programma, Benvenuti fece il suo esordio nel cinema nel 1981, dirigendo il trio nella commedia surreale Ad ovest di Paperino.
Continuò per qualche tempo a lavorare per il grande schermo sia come semplice attore (Fatto su misura, 1984) che come regista (Era una notte buia e tempestosa..., 1985, seconda ed ultima pellicola del trio). Dopo lo scioglimento dei Giancattivi nel 1985, Benvenuti partecipa ad un episodio di Professione vacanze e al film Soldati - 365 all'alba, nel ruolo del toscano Buzzi, nel 1987. E In Tv la sua prima esperienza da conduttore, su Rai 3, con il varietà La fabbrica dei sogni, dove sono in gara artisti, comici in particolare, raggruppati per le varie regioni d'Italia: da ricordare il tormentone New Zealand con cui introduceva i vari numeri.
Nel 1990, Benvenuti diresse Benvenuti in casa Gori, affresco disincantato di un Natale in famiglia tratto da una sua rappresentazione teatrale. Del 1991 è Zitti e mosca, nel quale si analizza la trasformazione del Partito Comunista Italiano in Partito Democratico della Sinistra con garbo e brio (fu tra l'altro l'esordio cinematografico di Leonardo Pieraccioni). Nel 1993 girò Caino e Caino, pellicola ambientata nel mondo del settore tessile pratese dove condivise il ruolo di protagonista con Enrico Montesano, nei panni di una coppia di fratelli acerrimi rivali in lotta per ottenere la quota maggioritaria dell'azienda familiare ereditata dal padre.
Belle al bar è del 1994 e affronta temi inerenti al sesso (la prostituzione e la transessualità ad esempio), mentre Ivo il tardivo del 1995 l'autismo. Altre pellicole di Benvenuti sono Ritorno a casa Gori (1996, sequel del precedente); Albergo Roma (1996); I miei più cari amici (1998, anticipa di qualche anno l'avvento dei reality show) e Ti spiace se bacio mamma? (2003). Nell'autunno del 2000 è interprete e regista della miniserie di Rai 1 Un colpo al cuore, con Ornella Muti. Nel 2004 ha condotto, seppur solo per cinque giorni e senza successo, il tg satirico di Canale 5 Striscia la notizia, assieme a Luca Laurenti e Anna Maria Barbera.
Dal 2001 al 2005 è stato direttore artistico del Teatro Puccini di Firenze. Nel 2006 ebbe la nomina a direttore artistico del Teatro Dante di Campi Bisenzio. Nel 2009 è interprete e regista del concerto-spettacolo di testi e canzoni Capodiavolo che è diventato anche un libro. Dal 2013 è il direttore artistico del Teatro Tor Bella Monaca di Roma e dal 2019 dei due teatri di Siena .
Nel 2023 dichiara in un'intervista di aver smesso di realizzare film come regista poiché sentiva di non aver più niente da dire ed in più di ritenere che si sia perso interesse per la qualità negli ultimi anni..

## Teatro

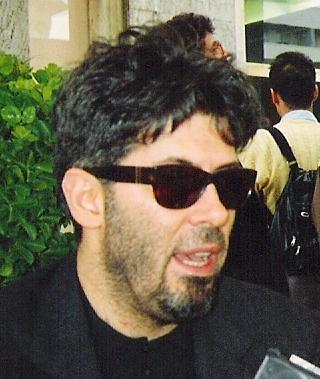
Alessandro Benvenuti

### Cabaret con i Giancattivi
- Il teatrino dei Giancattivi (1972)
- Il teatrino dei Giancattivi 2 (1973)
- Nove volte su dieci più una (1974)
- Italia '60 (1976)
- Pastikke (1977)
- Briciola, uno spettacolo il cui titolo non ha molta importanza (1978)
- L'isola di ieri (1979)
- Smalto per unghie (1979)
- Business is business (1980)
- Comic box (1982)

### Autore
- Corto Maltese (1983)
- Marta e il Cireneo (1983)
- W Benvenuti (1984)
- Residence Rovine Palace (1985)
- Andy e Norman, di Neil Simon (1986)
- Galline (1987)
- Benvenuti in casa Gori (coautore con Ugo Chiti) (1987)
- Questo pazzo pazzo show (1988)
- Benvenuti piacere Trambusti (1989)
- Crepi il lupo (1989)
- Prese di petto (1990)
- Sete (ovvero L'allegria di perdersi) (1990)
- Manolo (1990)
- Due gocce d'acqua (1991)
- Perla D'Arsella (1993)
- Il mitico 11 (1994/1997)
- Ritorno a casa Gori (coautore con Ugo Chiti) (1995)
- Gino detto Smith e la panchina sensibile (1996)
- T.T.T.T. (Beckettio) (1998)
- Un passato da melodici moderni (1998)
- Contorno e la prontezza di Rosina (1999)
- L'Atletico Ghiacciaia (2000)
- Come due gocce d'acqua (riedizione) (2004)
- M.M. (Me Medesimo) (2006)
- Addio Gori (coautore con Ugo Chiti) (2006)
- Capodiavolo (2008)
- Un comico fatto di sangue (2015)
- Odio Amleto, di Paul Rudnik (2016-2018)
- Chi è di scena (2017)
- Sabbie mobili (Angeli & comici persi tra cactus sensibili e salotti mimetici) (2018)
- Panico ma Rosa (dal diario del tempo sospeso) (2020)
- Pillole di me (2023)
- Lieto Fine (2024)

### Attore
- Corto Maltese (1983)
- Marta e il Cireneo (1983)
- W Benvenuti (1984)
- Residence Rovine Palace (1985)
- Benvenuti in casa Gori (coautore con Ugo Chiti) (1987)
- Benvenuti piacere Trambusti (1989)
- Due gocce d'acqua (1991)
- Ritorno a casa Gori (1995)
- Gino detto Smith e la panchina sensibile (1996)
- T.T.T.T. (Beckettio) (1998)
- Un passato da melodici moderni (1998)
- L'Atletico Ghiacciaia (2000)
- Nero cardinale, regia di Ugo Chiti (2002)
- Come due gocce d'acqua (riedizione) (2004)
- I costruttori di imperi, di Boris Vian, regia di Davide Iodice (2005)
- M.M. (Me Medesimo) (2006)
- Addio Gori (coautore con Ugo Chiti) (2006)
- Capodiavolo (2008)
- Un comico fatto di sangue (2015)
- Chi è di scena (2017)
- L'avaro, di J.P.B Molière, regia di Ugo Chiti (2017)
- Donchisci@tte, di Nunzio Caponio (liberamente ispirato a "Don Chisciotte della Mancia" di Miguel de Cervantes), regia di Davide Iodice (2019)
- Panico ma Rosa (dal diario del tempo sospeso) (2020)
- I Separabili, di Fabrice Melquiot, regia di Sandro Mabellini (2022)
- Pillole di me (2023)
- Falstaff a Windsor, regia di Ugo Chiti (2023)
- Lieto Fine (2024)

## Filmografia parziale

### Regista e sceneggiatore

#### Cinema
- Ad ovest di Paperino (1981)
- Era una notte buia e tempestosa... (1985)
- Benvenuti in casa Gori (1990)
- Zitti e mosca (1991)
- Caino e Caino (1993)
- Belle al bar (1994)
- Ivo il tardivo (1995)
- Ritorno a casa Gori (1996)
- I miei più cari amici (1998)
- Ti spiace se bacio mamma? (2003)

#### Televisione
- Un colpo al cuore – miniserie TV (2000)
- Mogli a pezzi – miniserie TV (2008)

### Attore

#### Cinema
- Ad ovest di Paperino, regia di Alessandro Benvenuti (1981)
- Fatto su misura, regia di Francesco Laudadio (1984)
- Carabinieri si nasce, regia di Mariano Laurenti (1985)
- Era una notte buia e tempestosa..., regia di Alessandro Benvenuti (1985)
- Il ragazzo del Pony Express, regia di Franco Amurri (1986)
- Soldati - 365 all'alba, regia di Marco Risi (1987)
- Compagni di scuola, regia di Carlo Verdone (1988)
- Benvenuti in casa Gori, regia di Alessandro Benvenuti (1990)
- Zitti e mosca, regia di Alessandro Benvenuti (1991)
- Caino e Caino, regia di Alessandro Benvenuti (1993)
- Belle al bar, regia di Alessandro Benvenuti (1994)
- Maniaci sentimentali, regia di Simona Izzo (1994)
- Ivo il tardivo, regia di Alessandro Benvenuti (1995)
- Albergo Roma, regia di Ugo Chiti (1996)
- Ritorno a casa Gori, regia di Alessandro Benvenuti (1996)
- I miei più cari amici, regia di Alessandro Benvenuti (1998)
- Commedia sexy, regia di Claudio Bigagli (2001)
- Il fuggiasco, regia di Andrea Manni (2003)
- 13dici a tavola, regia di Enrico Oldoini (2003)
- Runaway, regia di Andrea Manni (2003)
- Ti spiace se bacio mamma?, regia di Alessandro Benvenuti (2003)
- Concorso di colpa, regia di Claudio Fragasso (2005)
- Amici miei - Come tutto ebbe inizio, regia di Neri Parenti (2011)
- Un fantastico via vai, regia di Leonardo Pieraccioni (2013)
- Va bene così, regia di Francesco Marioni (2021)
- I cassamortari, regia di Claudio Amendola (2022)
- Cattiva coscienza, regia di Davide Minnella (2023)

#### Cortometraggi
- Paese che vai, regia di Luca Padrini (2020)
- Bob and Weave, regia di Adelmo Togliani (2023)

#### Televisione
- Professione vacanze – serie TV, episodio 1x4 (1987)
- Un colpo al cuore – miniserie TV (2000)
- Le ragioni del cuore, regia di Anna di Francisca, Luca Manfredi e Alberto Simone – miniserie TV, episodio 1x01 (2002)
- Caterina e le sue figlie – serie TV (2005-2010)
- Mogli a pezzi – miniserie TV (2008)
- I delitti del BarLume – serie TV (2014- in corso)

## Programmi televisivi
- Non stop (Rete 1, 1978-1979) - con i Giancattivi
- La sberla (Rete 1, 1979) - con i Giancattivi
- Lady Magic (Rete 2, 1982) - con i Giancattivi
- La fabbrica dei sogni (Rai 3, 1987) - conduttore
- Striscia la notizia (Canale 5, 2004) - conduttore

## Riconoscimenti
- Nastro d'argento
  - 1982 – Miglior regista esordiente per Ad ovest di Paperino
  - 1995 – Miglior soggetto per Belle al bar

- Ciak d'oro
  - 1987 – Candidatura al miglior attore non protagonista per Il ragazzo del Pony Express
  - 1994 – Miglior attore non protagonista per Maniaci sentimentali[5]

## Libri
- Benvenuti in casa Gori, Firenze: Morgana Edizioni, 1994 ISBN 9788885698321
- Due gocce d'acqua, Lamezia Terme: Elite, 1994 ISBN 8887048975
- Ritorno a casa Gori, Firenze: Morgana Edizioni, 1994 ISBN 9788885698314
- Sul set di Ivo il tardivo. Diario fotografico dell'incontro tra un regista e un paese, Firenze: Morgana Edizioni, 1995 ISBN 9788885698413
- La vera storia del mitico Undici, Milano: Ponte alle Grazie, 1998 ISBN 9788879284196
- Alessandro Benvenuti: camaleonte o tarlo?, a cura di Roberta Cenci, Firenze: Morgana Edizioni, 1998 ISBN 9788885698673
- Gino detto Smith e la panchina sensibile, Firenze: Studio editoriale fiorentino, 2000 ISBN 9788887048261
- L'atletico ghiacciaia del 5 ottobre 2001, Firenze: Società editrice fiorentina, 2001 ISBN 9788887048308
- Capodiavolo, con DVD, a cura di Alessandra Borsetti Venier, Firenze: Morgana Edizioni, 2001 ISBN 9788889033623
- Come due gocce d'acqua, Firenze: Società Editrice Fiorentina, 2004 ISBN 9788887048971
- Trilogia Gori: Benvenuti in casa Gori; Ritorno a casa Gori; Addio Gori (con Ugo Chiti), Corazzano: Titivillus, 2011 ISBN 9788872183281
- Alessandro Benvenuti: l'autore nudo, a cura di Alessandra Borsetti e Angelo Migliarini Firenze: Morgana Edizioni, 2005 ISBN 9788889033227
- Zio B. la mia versione dei fatti, Lari: SAM, 2012 ISBN 9788889033227
- Il teatro della sorpresa. Scrittura e comicità per la scena di Alessandro Benvenuti, Florence Art Edizioni, Firenze 2024 ISBN 9791280610461

## Discografia
- Ad ovest di Paperino (colonna sonora) - 1982 [a nome The Colla]
- Era una notte buia e tempestosa... (singolo) (Triple Time) - 1985 [a nome Athina Cenci e Sandro Benvenuti]

- Benvenuti... all'Improvvisa (Materiali Sonori) - 2007 [a nome Alessandro Benvenuti e Banda Improvvisa]

- Capodiavolo (Materiali Sonori) - 2010
- Zio B. perché i mostri non tornino (SAM) - 2012
- R-irrequito.02 (Materiali Sonori) -2013
- voce con Irene Grandi nel brano Porta un bacione a Firenze nel CD de La Nuova Pippolese Canzoni per grilli e rificolone - 2022